# Берестянка (Киевская область)
Берестя́нка (укр. Берестянка) — село, входит в Бородянский район Киевской области Украины.
Население по переписи 2001 года составляло 410 человек. Почтовый индекс — 07811. Телефонный код — 4577. Занимает площадь 1,2 км². Код КОАТУУ — 3221086302.

## Местный совет
07814, Киевская обл., Бородянский р-н, с. Небрат, ул. Ленина, 74